# تنغشوهان عليا (مقاطعة إسلام آباد غرب)
تنغشوهان عليا (بالفارسية: تنگ‌شوهان علیا) هي قرية تقع في كرمانشاه في إيران. يقدر عدد سكانها بـ 527 نسمة .